# Gerhard Fink
Gerhard Fink (* 29. November 1934 in Fürth; † 18. Juni 2013 in Nürnberg) war ein deutscher Altphilologe und Fachdidaktiker.

## Leben
Fink studierte Klassische Philologie, Germanistik, Philosophie und Geschichtswissenschaften in Erlangen. Im Wintersemester 1955/56 beteiligte er sich an der Wiedergründung der Burschenschaft Alemannia Leipzig in Erlangen, später erhielt er ehrenhalber das Band des BDSt Saxonia Prag zu Nürnberg. 1958 wurde er mit einer mythologischen Studie über Pandora und Epimetheus zum Dr. phil. promoviert.
Einen Schwerpunkt seiner Arbeit bildete die Fachdidaktik der Alten Sprachen, der er sich in zahlreichen Aufsätzen, Essays und Lehrwerken widmete. Außerdem unterrichtete er als Gymnasiallehrer Latein, Deutsch und Geschichte am Willstätter-Gymnasium in Nürnberg und war darüber hinaus auch mit der Referendarsausbildung betraut, in der er angehende Gymnasiallehrer in Psychologie unterrichtete. Fink war maßgeblich an der Konzeption der „Cursus“-Lehrwerke vom C.C.Buchner-Verlag beteiligt. Die Lehrgänge „Cursus Continuus“ und „Cursus Brevis“ wurden fast 50 Jahre lang bundesweit in Schulen eingesetzt und dabei über einen langen Zeitraum von Fink als Mitherausgeber und Mitautor beständig überarbeitet. Daneben verfasste er verschiedene Lehrmaterialien für den Lateinunterricht wie Lernhilfen, Abiturtrainer, Lesebücher und Schulausgaben, konzipierte Standardwerke wie Langenscheidts Grundwortschatz Latein sowie gemeinsam mit Friedrich Maier die Konkrete Fachdidaktik Latein.
Auch als Übersetzer und Herausgeber war Fink umfangreich tätig. Er besorgte deutsche Übersetzungen von Seneca, Horaz, Vergil, Aulus Gellius sowie eine Prosaübersetzung zu Ovids Metamorphosen. Viele dieser Ausgaben wurden in der zweisprachigen Artemis-Reihe publiziert, die Fink zudem einige Jahre als Herausgeber neben Manfred Fuhrmann und Karl Bayer betreute. In zahlreichen Veröffentlichungen bemühte sich Fink darum, zentrale Texte und Themen der Antike einer breiten Öffentlichkeit zugänglich zu machen. So verfasste er für die Reihe „Meisterwerke kurz und bündig“ der Serie Piper Zusammenfassungen von Platons Dialogen und Homers Epen, eine an Gustav Schwab orientierte Neufassung der „schönsten Sagen der Antike“ für ein zeitgenössisches Publikum und Nachschlagewerke wie das Who’s who in der antiken Mythologie. Speziell „für Gestresste“ gab er eine Zusammenstellung von Senecas philosophischen Betrachtungen über das glückliche Leben heraus, und für eine junge Leserschaft schrieb er den Band Die alten Griechen aus der Was-ist-was-Reihe. Darüber hinaus beschäftigte sich Fink in Schimpf und Schande und dem selbstironisch betitelten kleinen Schmutzfink mit Schimpfwortkunden aus dem Lateinischen. Einige humoristische Werke erschienen auch unter dem Pseudonym „Caius Claudius Callidus“, bisweilen „CCC“ genannt. In der Reihe Heyne Mini verfasste er „Was willst du mit dem Dolche, sprich? – Das endgültige Deutschbuch“, FINK, GERHARD u. a.
München: Wilhelm Heyne Verlag. 1986. 128 S. 60 × 80 mm. Heyne Mini 33/31 oder 33/1031
Auch Finks fränkische Heimat bildete zeitlebens einen Schwerpunkt seiner Forschungen. So übersetzte er die Nürnberger Chronik des Conrad Celtis, gab weitere lokalhistorische Quellen heraus und erstellte den Lilliput-Sprachführer Fränkisch für den Langenscheidt-Verlag.
Gerhard Fink starb am 18. Juni 2013 nach langer Krankheit im Alter von 78 Jahren in Nürnberg.

## Publikationen (Auswahl)

### Bücher
- Pandora und Epimetheus, Erlangen 1959
- CCC läßt grüßen!, München 1981 (Manz)
- Die griechische Sprache, München 1986 (Artemis & Winkler)
- Schimpf und Schande, Zürich 1991 (Artemis)
- Quis-Quiz, München 1992 (Artemis & Winkler)
- Who’s who in der antiken Mythologie, München 1993 (dtv)
- Seneca für Gestreßte, Zürich 1993 (Artemis & Winkler)
- Götter in Nürnberg, Nürnberg 1994 (Edelmann)
- Spötter, Götter und Verrückte: antike Anekdoten, Zürich 1987 (Artemis)
- Wer lag in der Tonne?, Frankfurt am Main 1995 (Insel-Verlag)
- Die schönsten Sagen der Antike, Düsseldorf 1999 (Artemis & Winkler)
- Homers Ilias und Odyssee, München 1999 (Piper)
- Platons große Dialoge, München 2001 (Piper)
- Der kleine Schmutzfink, Mannheim 2001 (Artemis & Winkler)
- Was ist Was: Die alten Griechen, ill. von Peter Klaucke, Nürnberg 2002 (Tessloff)

### Lehrwerke, Fachdidaktik und Wörterbücher
- Abitur Latein, München 1976 (Lindauer)
- Die Arbeit mit Langenscheidts Großem Schulwörterbuch Lateinisch-Deutsch im Rahmen der Anfangslektüre, Berlin 1977 (Langenscheidt)
- Spaß mit Latein: Heitere Plaudereien über alles Mögliche und Unmögliche, München 1976 (Manz-Lernhilfen)
- Formen des Erzählens: Beispiele aus der lateinischen Literatur, Der altsprachliche Unterricht, Jg. 23, Heft 3, Stuttgart 1980 (Klett)
- Sal et acetum: lateinische Satiren, Parodien und Epigramme, Donauwörth 1981 (Auer)
- Ovids Ars Amatoria. Texte mit Erläuterungen, Arbeitsaufträge, Begleittexte, Göttingen 1983 (Vandenhoeck und Ruprecht)
- Herrscher, Helden, heilige: lateinische Lebensbilder; ausgewählt aus „Historia Augusta“, Eugippius’ „Vita Sancti Severini“, Einhards „Vita Karoli“, Bamberg 1984 (Buchner)
- Konkrete Fachdidaktik Latein, München 1996 (Oldenbourg), mit Friedrich Maier
- Langenscheidt, Grundwortschatz Latein, Berlin 2001 (Langenscheidt)
- Lilliput Fränkisch, Berlin 2011 (Langenscheidt)
- Tipps – Tricks – Training: Latein für Einsteiger und Fortgeschrittene, Stuttgart 2002 (Manz)

### Editionen und Übersetzungen
- Nürnberg: lokalhistorische Texte, München 1983 (Lindauers lateinische Quellen)
- Seneca: Von der Ruhe der Seele und andere Essays, München 1991 (dtv); übersetzt und eingeleitet
- Ovid: Metamorphosen: Das Buch der Mythen und Verwandlungen, Zürich 1990 (Artemis)
- Seneca: Das glückliche Leben, lateinisch-deutsch, Düsseldorf 1999 (Artemis & Winkler)
- Horaz: Satiren/Sermones, lateinisch-deutsch, Düsseldorf 1999 (Artemis & Winkler)
- Konrad Celtis: Norimberga, Nürnberg 2000 (Nürnberger Presse), übersetzt und eingeleitet
- Ovid: Metamorphosen, lateinisch-deutsch, Düsseldorf 2001 (Artemis & Winkler)
- Horaz: Oden und Epoden, lateinisch-deutsch, Düsseldorf 2002 (Artemis & Winkler)
- Horaz: Epistulae/Briefe, lateinisch-deutsch, Düsseldorf 2003 (Artemis & Winkler); nur als Herausgeber
- Seneca: Die Kürze des Lebens, lateinisch-deutsch, Düsseldorf 2003 (Artemis & Winkler)
- Vergil: Aeneis, lateinisch-deutsch, Düsseldorf 2005 (Artemis & Winkler)
- Seneca: Epistulae morales ad Lucilium, lateinisch-deutsch, Düsseldorf 2007 (Artemis & Winkler)
- Seneca: Schriften zur Ethik: die kleinen Dialoge; Lateinisch-deutsch. Hrsg. und übers. von Gerhard Fink. Artemis & Winkler, Düsseldorf 2008 (Sammlung Tusculum), ISBN 978-3-538-03509-6